# Братя-Иванова къща
Къщата на братя Иванови е архитектурна забележителност в град София, България.

## Местоположение
Къщата се намира на улица „Ангел Кънчев“ № 3.

## История
Построена е в самото начало на XX век за Тодор Иванов, един от петимата братя Иванови, богатите търговци и индустриалци, преселили се от Банско в София.
Обявена е за паметник на културата в 1978 година.

## Описание
Създадена е в стил сецесион. Фасадата ѝ е симетрична и особено стилна, а последният етаж е с висок раздвижен покрив. Ефектни релефни фризове красят прозорците, а на последния етаж има корниз с пищни картуши. Салонът на къщата е бил пищно украсен.
В мансардата е живял под наем Цветан Радославов.